# Сумчаста миша піщана
Сумчаста миша піщана (лат. Sminthopsis psammophila) — вид родини сумчастих хижаків. Цей вид був описаний з тварин, зібраних у Північній території в кінці дев'ятнадцятого століття, проте, відтоді записів виду на цій території не було. У наш час[коли?] його ареал охоплює райони Південної Австралії і Західної Австралії (південно-західний кут Великої Пустелі Вікторія). E Південній Австралії вид проживає в двох ізольованих областях. Вид знайдений на піщаних дюнах вкритих купинною рослиною Triodia (з родини Тонконогові). Самиць бачили з чотирма і п'ятьма дитинчатами. Схоже, що спаровування відбувається у вересні, діти народжуються у вересні/жовтні, а відлучаються від молока в грудні/січні. Поживою для цього виду є найрізноманітніші безхребетні і деякі дрібні рептилії та ссавці. Вага: 25—44 гр. Етимологія: грец. ψάμμος —"пісок", грец. φίλος —"люблячий".

## Загрози та охорона
Існує триваючий спад обсягу та якості середовища проживання і числа дорослих особин через хижацтва з боку чужорідних видів, таких як лисиці і коти, в поєднанні зі змінами довкілля, викликаних змінами режимів пожеж і наявністю худоби. Зареєстрований принаймні в двох природоохоронних областях: англ. Queen Victoria Spring Nature Reserve і англ. Yellabinna Wilderness Protection Area.